# Anton Omholt
Anton Thorkildsen Omholt, född 7 november 1861 i Sandsvær vid Kongsberg, död 11 februari 1925 i Oslo, var en norsk jurist och politiker.
Omholt var overretssakfører, blev sekreterare i Kristiania Venstreforening 1893 och senare generalsekreterare för Norges Venstreforening. Han var 1899–1902 redaktör för "Dagbladet", 1903–08 sakförare i Kristiania och statsrevisor samt 1908–13 amtman i Nordland. Han var finansminister i Gunnar Knudsens andra ministär januari 1913 till juni 1920 (dock på grund av sjukdom långa perioder tjänstledig). Från 1920 var han stämpelpappersförvaltare i Oslo.

## Fotnoter
1. ↑  Tallak Lindstøl, Stortinget og statsraadet: 1814-1914. B. 1 D. 2 : Biografier L-Ø : samt tillæg, 1914, s. 997, läs online.[källa från Wikidata]
2. ↑  Vilhelm Haffner, Stortinget og statsrådet : 1915–1945. B. 1 : Biografier : med tillegg til Tallak Lindstøl: Stortinget og Statsraadet 1814–1914, 1949, s. 564, läs online.[källa från Wikidata]